# شعبية سرت
شعبية سرت هي إحدى شعبيات ليبيا.

## أهم المناطق
- الهيشة الجديدة.
- العامرة.
- الوشكة.
- سرت
- جارف.
- قصر أبوهادي.
- الغربيات.
- القرضابية.
- الوادي الأحـمر.
- سلطان سرت
- هراوة.
- بن جواد.
- راس لانوف.

## معالم
تزخر شعبية سرت بالعديد من المناطق ذات الجذب السياحي، فمن الطبيعة المتنوعة بين البحرية وشبه الصحراوية والصحراوية، إلى المناطق الأثرية.

## تاريخ
اسم سرت يطلق قديما على المنطقة الممتدة على البحر الأبيض المتوسط بين أم الغرانيق شرقا وعيون الهيشة غربا، ومدينة سرت الحالية اكتسبت أسماء متعددة فهي على أيام الفينيقيين تعرف باسم «ايفورانتا ماكوماديس» ويبدو أنها أستوُطِنَتْ أثناء وعقب تلك الحقبة لوجود مقابر بها تعود إلى القرن الرابع الميلادي، فيما بعد أسس الفاطميون في القرن الحادي عشر الميلادي مدينة عرفت باسم سرت وهي تقع إلى الشرق من مدينة سرت الحالية وتعرف الآن باسم «المْديّنة» وتحتوي على متحف صغير بالقرب من أثار المدينة الفاطمية يضم بعض اللقى الإسلامية. عرف الرحالة العرب والأجانب مدينة سرت وقدم بعضا منهم شيئا عنها وعن سكّانها. على أنقاض المدينة الفينيقية بني الأتراك في سنة 1841 القصر الذي نشأت حوله مدينة سرت الحالية وتسمّت به.
سرت شاهد على أحداث تاريخية هامة فقد وقعت فيها أهم معركة ضد الإيطاليين في 29 أبريل 1915 وهي معركة القرضابية الشهيرة التي هزم فيها الإيطاليون بقيادة الجنرال أمياني وفيها عقد أول مؤتمر للوحدة الوطنية في يوم السبت الموافق 22 يناير 1922 أيام الجهاد ضد الغزو الإيطالي لليبيا. في أواخر التسعينات من القرن العشرين شهدت المدينة أهم حدثين في تاريخها هما إعلان الاتحاد الأفريقي في 9 سبتمبر 1999 بمجمّع قاعات واقادوقو الذي هو من معالمها الشهيرة وتوقيع اتفاق سلام البحيرات العظمى.

## الموقع
تتمتع شعبية سرت بموقع فريد فهي تتوسط ليبيا وتحتضن جزءاً كبيراً من الساحل الجنوبي للبحر المتوسط بطول 400 كيلو متر تقريباً

## المساحة
تبلغ مساحة شعبية سرت (69) ألف كيلو متر مربع

تقع سرت على البحر الأبيض المتوسط وتطل علي الخليج الذي عرف بها، خليج سرت والذي شهد ابان الحرب الباردة مواجهات بين ليبيا وأميركا وقد أطلق القذافي على المدينة اسم (الرباط الأمامي) بعد هذه المواجهات، وسمّي خليجها للسبب ذاته باسم (خليج التحدّي). علي خط عرض 31:12:19 شمالا ودائرة عرض 16:35:18 غربا تقع مدينة سرت ويبلغ عدد سكانها وضواحيها في حدود 70000 نسمة وبها جامعة التحدي (جامعة سرت) ويلتقي عندها أنبوبي النهر الصناعي العظيم القادم من واحات السرير والكفرة والآخر القادم من جبل الحساونة.

## الطقس
تمتاز المناطق الشاطئية محافظة سرت بطقس متوسطي معتدل معظم فصول السنة، أما المناطق البعيدة عن الساحل فتتميز بأنها شديدة الحرارة صيفاً وشديدة البرودة شتاء، ويتراوح المتوسط السنوي لهطول الأمطار ما بين 200 ملم عند الشريط الساحلى و50 ملم بالمناطق الشبه صحراوية بعيداً عن الساحل.

## السكان
يبلغ عدد سكان الشعبية حوالي 70 ألف نسمة يعيشون على العمل في مجال تربية الماشية والإبل في المساحات الشاسعة من الأراضي الرعوية بالمحافظة
بالإضافة إلى بعض الأنشطة الزراعية الأخرى وبعض المهن الحرفية، كما يعمل السكان في المجال الصناعي وخاصة بالمواني النفطية برأس لانوف والسدرة بالمجمع الكيميائي العملاق رأس لانوف وفي مجال الخدمات الإدارية والتجارية المختلفة.
تعتبر المدينة الواقعة على البحر الأبيض المتوسط رابطا رئيسا لخطوط المواصلات بين شمال البلاد وجنوبها، فالمدينة الواقعة شمالا في منتصف الساحل الليبي تقريبا يربطها طريقا رئيسا يمكن الوصول منه إلى آخر نقطة مأهولة في الجنوب.
التركيبة السكانية في سرت تتنوع بتنوع المناطق الليبية المختلفة..وهم نتاج هجرات في ازمان متعاقبة...فنجد أبناء القبائل الكبيرة التي نزحت من ترهونة وهم الفرجان والمزاوغة والمعدان المهاجرين من مصراته وعائلات مصراتيه متنوعة..ومن قبائل ورفلة المنحدرين من بني وليد والقذاذفة المنحدرين من غريان والزياينة المنحدرين من جفارة وقماطة ومن قبائل الهماملة والحسون ومن قبائل أولاد سليمان أقدم سكان المنطقة..كما تقطن منطقة سرت قبائل المغاربة وأولاد الشيخ والقبائل وغيرها....

## أبرز المواقع الأثرية
مدينة سلطان:
مدينة قديمة تقع شرق سرت الحالية، تأسست على يد مجموعة من القبائل الوطنية منذ عهود قديمة، واشتهرت في القرن السادس قبل الميلاد واستخدمت لتبادل السلع التجارية مع السكان مرفأ لرسو سفنهم، ومن ذلك الوقت أصبحت ضمن منطقة نفوذهم ونظمهم، وترجع معالمها الأثرية الموجودة حالياً إلى العهد الإسلامي، والتي من أهمها المسجد والبوابات والسور..
قصور حسان:
قرية عرفت باسم قصور حسان تقع غرب سرت الحالية بحوالي ستين كم، أسسها حسان النعمان القائد الإسلامي الذي تولى قيادة الفتوح في المنطقة المغاربية، وجعلها مقراً لقيادته لمدة خمس سنوات، وانطلقت منها الجيوش الإسلامية لمحاربة الكاهنة، ومواصلة الفتوح، وظهر فيها عدد من العلماء ورجال الفكر
حصن بو نجيم:
يرجع إلي العصر الروماني، ويعتقد بأنه من بين أبراج التخوم التي شيدت في مواجهة القبائل الصحراوية.
مدينة قرزة:
تقع في وادي قرزة في الجهة الغربية من الشعبية، وترجع شهرتها التاريخية إلى الفنيقين عندما كانت محطة لتجارة القوافل مع مناطق القارة الأفريقية والسواحل الشمالية، ويذكر بأنها كانت مركزاً للقبائل الهوارية وأهم معالمها الأثرية الباقية ترجع إلى عهد الرومان، الذين غيروا الكثير منها بعد سيطرتهم عليها ويوجد بها العديد من بقايا الأضرحة والمبانى والنقوش والمقابر والمساكن والمنارات مستخدم فيها حجر جيرى مستقطع من نفس المنطقة، كما وجد قربها آثار سدود لحجز المياه، وكانت قرزة من بين مناطق التخوم في زمن الإمبراطور«سبتميوس سويرس».
كل هذا التنوع المنسجم يرسم لوحة جميلة وفريدة، ويضع شعبية سرت بين المناطق السياحية المهمة في الجماهيرية

## أهم التقسيمات داخل المحافظة
- خليج سرت
- الزعفران
- رأس الأنوف
- القبيبة
- الوادى الأحمر
- بن جواد
- الوسط
- جارف
- أبو هادي
- سرت المركز
- الهيشة الجديدة
- الغربيات
- الرباط الأمامي
- أبو نجيم
- وادي زمزم
- هراوة
- سلطان سرت
- الحنيوة
- العامرة